# روبرت ستيغليتز
روبرت ستيغليتز (بالألمانية: Robert Stieglitz) مواليد 20 يونيو 1981 في ييسك، كراسنودار كراي، روسيا، هو ملاكم محترف ألماني يصنف ضمن فئة وزن خفيف الثقيل بدأ مسيرته الاحترافية سنة 2001 حيث انتصر في نزاله الأول. حقق بطولة منظمة الملاكمة العالمية.

## المسيرة الاحترافية
من نزالاته:
- خسر أمام آرثر إبراهام بالضربة الفنية القاضية (18-07-2015).
- تعادل مع فيليكس ستورم (08-11-2014).
- خسر أمام آرثر إبراهام (01-03-2014).
- انتصر على آرثر إبراهام بالضربة الفنية القاضية (23-03-2013).
- خسر أمام آرثر إبراهام (25-08-2012).
- خسر أمام ليبرادو أندرادي بالضربة الفنية القاضية (22-03-2008).
- خسر أمام أليخاندرو بيريو بالضربة الفنية القاضية (03-03-2007).
- انتصر على أليخاندرو بيريو بالضربة الفنية القاضية (03-12-2005).

## إحصائيات
خاض خلال مسيرته 56 نزالا، فاز في 50 وتعادل في 1 وخسر في 5. فاز بالضربة القاضية في 29 نزالا.

## روابط خارجية
- روبرت ستيغليتز على موقع بوكس ريك (الإنجليزية) (registration required)